# 궁내청 시모후사 어료목장

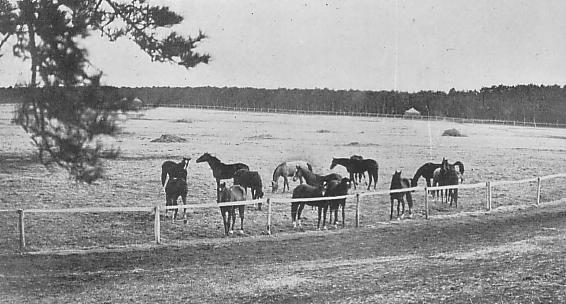
1930년의 어료목장.

궁내청 시모후사 어료목장(일본어: 宮内庁下総御料牧場 쿠나이쵸시모후사고료보쿠죠[*])은 1969년(쇼와 44년) 8월 18일까지 지바현 나리타시 산리즈카에 소재했던 어료목장이다.

## 역사

### 성립
에도 시대에 시모사 대지에는 사쿠라목이 설치되어 군마나 농경마를 방목하는 땅으로 사용되었다. 사쿠라목은 7개 목으로 구성되어 있었기에 "사쿠라 7목"이라고도 하며, 산리즈카는 7목 중 하나인 톳코목(取香牧)에 속했다. 사쿠라목은 에도 막부가 망하면서 1869년(메이지 2년) 폐지되었다. 문명개화의 여파로 국내에서 모섬유 생산을 증가할 필요성이 생기고, 내무성은 미국 양목가를 기용해 각지 실지조사를 실시했다. 그 결과 사쿠라 7목 중 하나였던 톳코목 인접지가 목양장으로 규정되어 1875년(메이지 8년) 9월 시모후사 목양장이 개장했다. 이 때 톳코목도 우마 개량을 담당하는 톳코 종축장으로 재설치되었다. 내무경 오쿠보 도시미치가 현지 시찰을 수행한 뒤 목양장・종축장 양장의 초대 장장으로 내무성의 이와야마 타카요시가 취임했다.
1878년(메이지 11년) 5월 오쿠보가 암살을 당하고, 그 영향 때문인지 1880년(메이지 13년) 1월 양장이 합병해 시모후사 종축장이 되었다. 이 합병은 사업을 정리하는 의미가 있었다고 한다. 시모후사 종축장은 장내를 산리즈카구, 료고쿠구 등 일곱 구로 나누었으며, 본청은 료고쿠구에 두었다.
1881년(메이지 14년) 시모후사 종축장의 관리는 내무성에서 농상무성으로 이관되었고, 1885년(메이지 18년) 6월에는 궁내성 어료국의 직관이 되었다. 1888년(메이지 21년) 10월 「궁내성 시모후사 어료목장」으로 개칭, 그전까지 료고쿠에 있던 본청이 산리즈카로 옮겨졌다. 이후 목양사업은 점차 축소되고 면양의 수도 감소했다.

### 다이쇼-쇼와 시대
메이지 시대에서 다이쇼 시대로 넘어가면서 목장 경영 개선을 도모, 사업은 더욱 축소되었다. 1922년(다이쇼 11년)에는 목장 경영이 악화되어 말의 번식을 일시 중단했다. 1923년(다이쇼 12년) 목장의 총 면적의 60%에 해당하는 2044 정보를 제실임야국으로 이관, 종래의 7구에서 산리즈카, 료고쿠 2구만 남았다.
쇼와 시대 들어 말의 번식을 재개, 서러브레드, 프랑스 원산의 앵글로아랍 등 경주마도 다루면서 한때 호황을 누렸다. 특히 서러브레드 산출은 유명했는데, 1927년(쇼와 2년) 영국에서 수입한 서러브레드 종마 투르느솔로부터 제1회 도쿄준마대경주 우승마 와카타카가 나왔다. 또한 1935년(쇼와 10년)에 수입된 다이올라이트에게서 일본 경마사상 최초의 트리플 크라운마 세인트라이트가 나왔다.
제2차 세계대전 패전 이후에는 일본사회당의 다테 히로이 등이 중심이 되어 어료목장 해방운동이 일어났다.

### 폐장
1966년(쇼와 41년) 3월, 일본국 정부는 “임시 신도쿄 국제공항 각료협의회”를 개편하고 지바현과 협의검토를 계속한 결과, 도미사토시 동쪽 약 10 km에 위치한 산리즈카 부근이 항공교통관제, 기상조건 등 조건면에서 도미사토와 차이가 없고, 국유지인 어료목장을 이용해 토지매수를 최소화하고 지역주민에 대한 영향을 최소화할 수 있다는 결론을 내렸다. 동년 7월 4일, 「신도쿄 국제공항의 위치 및 규모에 대하여」가 각의 결정되면서 어료목장을 밀고 그 자리에 신도쿄 국제공항(현 나리타 국제공항) 부지를 삼는 것이 결정지어졌다.
1969년(쇼와 44년) 8월 어료목장은 도치기현 다카네자와정으로 이전하는 것이 결정되어 동월 18일 목장 폐장식이 거행되었다. 하지만 나리타 공항 반대투쟁이 격화되어 공항 반대파가 식장내에 난입하는 가운데 메이지 이래 94년 역사의 막을 내렸다. 도치기의 신목장에는 80가구 약 300명, 가축 약 400마리가 이전했다. 시모후사 어료목장의 일부는 산리즈카 기념공원으로 보존되어 오늘에 이르고 있다.

## 참고 문헌
- 角山, 幸洋 (1986년 11월 4일), “御雇外国人アップジョンズ : 下総牧羊場における緬羊飼育”, 《關西大學經済論集》 (関西大学) 36 (2-4): 793–826
- 角山, 幸洋 (1988년 3월 15일), “御雇外国人アップジョンズ(補遺)”, 《關西大學經済論集》 (関西大学) 37 (6): 665–707
- 成田市教育委員会「アプジョーンズの名前表記について」『成田市の文化財』2019年
- 山本, 佳典 (2023), 《羊と日本人;波乱に満ちたもう一つの近現代史》, 彩流社, ISBN 978-4-7791-2863-9, OCLC 1377675406